# Schatzfund von Guarrazar

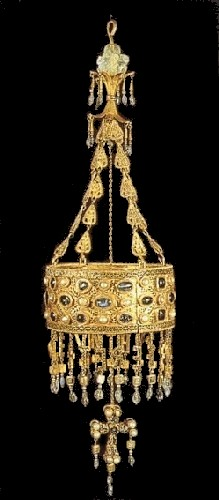
Krone Rekkeswinths mit Pendilien

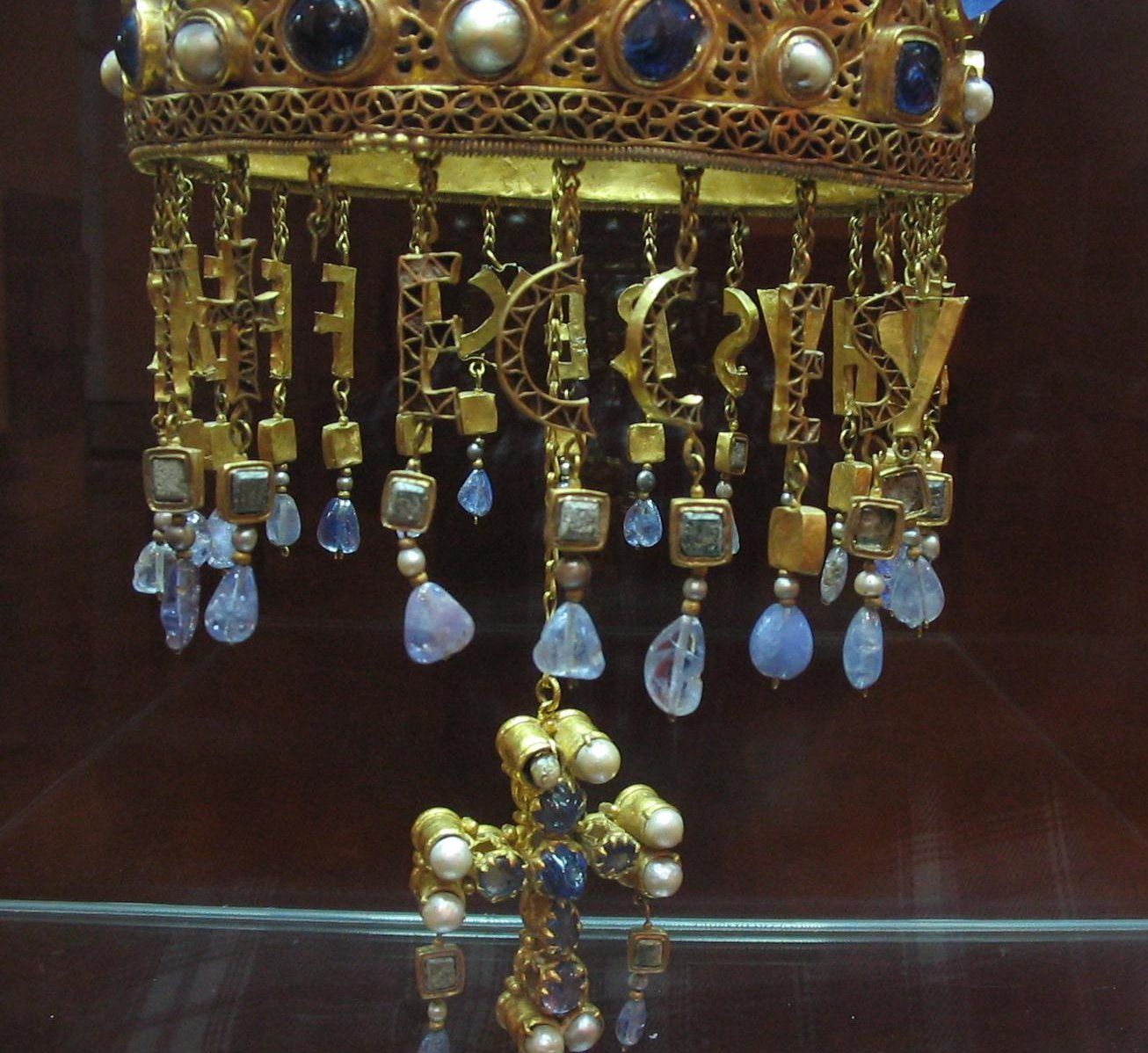
Detail der Krone Rekkeswinths

Im westgotischen Schatzfund von Guarrazar werden die Votivkronen mit Aufhängevorrichtung als Weihekronen bezeichnet. Sie wurden einem Heiligtum (Kirche) oder Weiheraum aufbewahrt und hingen wahrscheinlich über dem Altar oder einem Heiligengrab. Die Kronen wurden wohl nie getragen, sondern von vornherein als Weiheobjekte angefertigt. Doch ist die Ähnlichkeit der beiden größten Weihekronen, die von den Königen Suinthila (reg. 621–631) und Rekkeswinth (reg. 649/653–672) gestiftet wurden, mit bildlichen Darstellungen byzantinischer Diademe bzw. Kronen auffällig. In ihrer künstlerischen Machart stehen sie in byzantinischer Tradition, dürften aber Werke der toledanischen Kunst sein. Es handelt sich um markante Beispiele westgotischer Kunst in Spanien.

## Fundgeschichte
Im Jahre 1858 fanden Bauern aus Guadamur in der Provinz Toledo in der Feldmark Guarrazar mehrere goldene Weihekronen und Hängekreuze sowie weiteres Gerät. Erst im Frühjahr 1859 führte José Amador de los Ríos reguläre Grabungen im Auftrag der Real Academia de la Historia durch. Dabei konnte geklärt werden, dass der Schatz in zwei Verstecken am Rand eines Gräberfeldes und einer cella memoria verborgen worden war.
Ein Teil des Schatzfundes gelangte kurz nach Auffindung nach Paris, wo sich noch heute drei Kronen, zwei Kreuze und mehrere Anhänger befinden, die im Musée national du Moyen Âge (ehemals Musée de Cluny) aufbewahrt werden. Der Großteil des Schatzes (sechs Kronen, fünf Kreuze, ein Anhänger etc.) befindet sich jedoch seit 1941 in Madrid im Museo Arqueológico Nacional de España; eine Krone, ein Kreuz und eine Gemme mit einer Verkündigungsdarstellung befinden sich im Königlichen Palast (Palacio Real) in Madrid, aus welchem 1921 die Krone Suinthilas entwendet wurde.
Neue Untersuchungen in Guarrazar fanden zwischen 2002 und 2005 durch das Deutsche Archäologische Institut Madrid unter Leitung von Christoph Eger statt. Mit geophysikalischen Methoden konnten dabei die Ausdehnung des Fundplatzes und noch im Boden ruhende Baustrukturen erkannt werden. Sondagen zeigten, dass Guarrazar auch noch in nachwestgotischer Zeit besiedelt war. Seit 2013 finden neue Ausgrabungen statt.

## Krone Rekkeswinths
Das bedeutendste Stück des Schatzes, die Krone Rekkeswinths, ist an vier Ketten aufgehängt; an einer fünften hängt – unterhalb der Ringkrone – ein etwa 10 cm hohes und mit blauen Schmucksteinen und weißen Perlen geschmücktes Kreuz, das als ein Werk byzantinischen Stils  gilt. Die diademartige, eigentliche Krone ist mit einem umlaufenden Muster aus Fiederzweigen dekoriert, die mit Schmucksteinen hinterlegt waren. Große Schmucksteine und Perlen markieren die Kreuzungspunkte. An der Krone hängen umlaufend Buchstaben an kurzen Ketten (Pendilien) an, an denen – in lateinischen Großbuchstaben – die Inschrift + [R]ECCESVINTUS REX OFFERET erscheint; das fehlende 'R' befindet sich in Paris.

## Andere Weihekronen
Die unten gezeigten Weihekronen entstammen ebenfalls dem Schatzfund von Guarrazar; sie befinden sich allesamt im Museo Arqueológico Nacional de España (MNAH) in Madrid. Materialien und Machart sind denen der Krone Rekkeswinths vergleichbar. Die beiden mittleren Kronen sind seitlich offen; die vierte Krone besteht aus vier – durch Scharniere verbundenen – getriebenen und mit Halbedelsteinen besetzten Goldplatten.

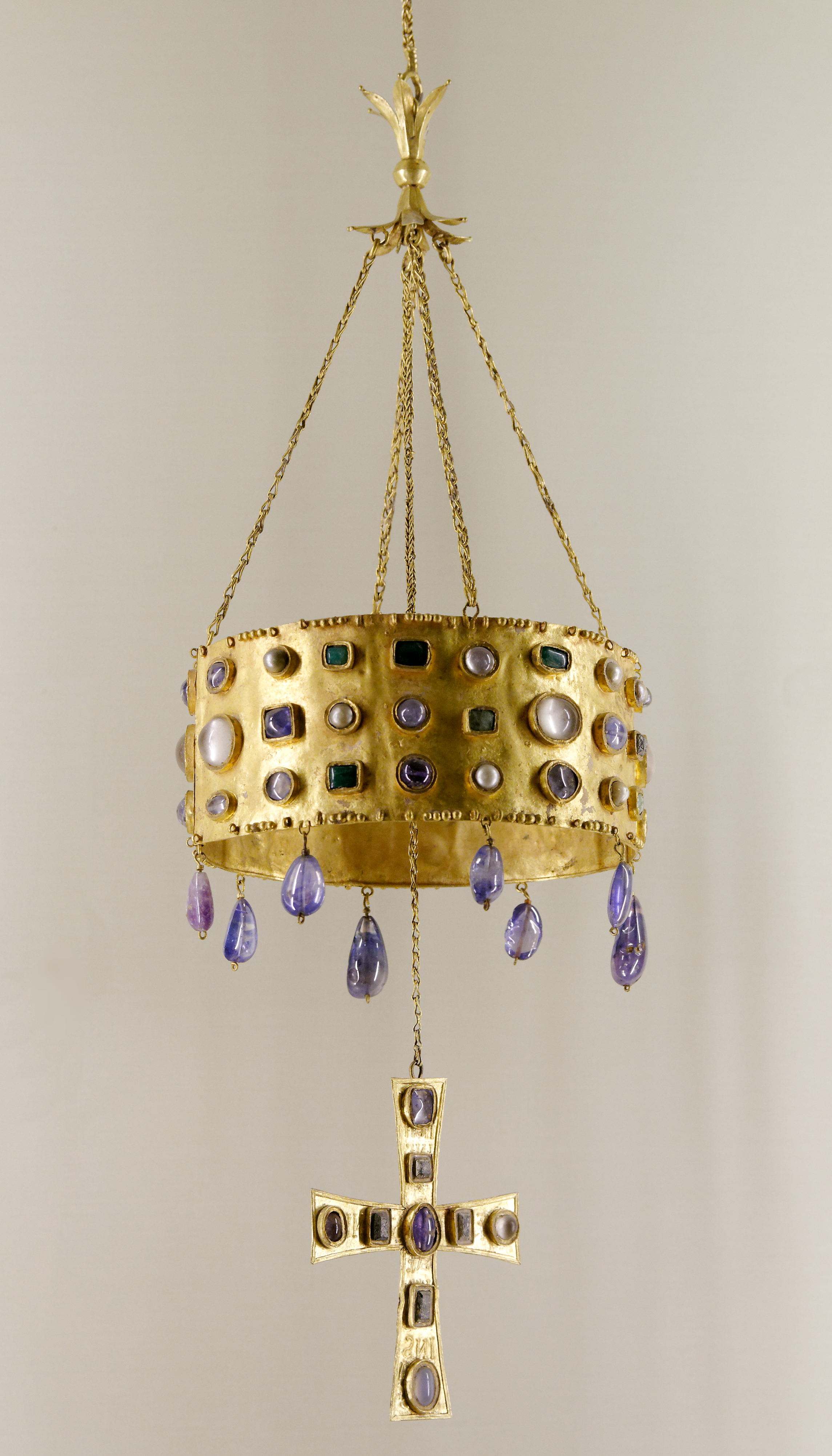
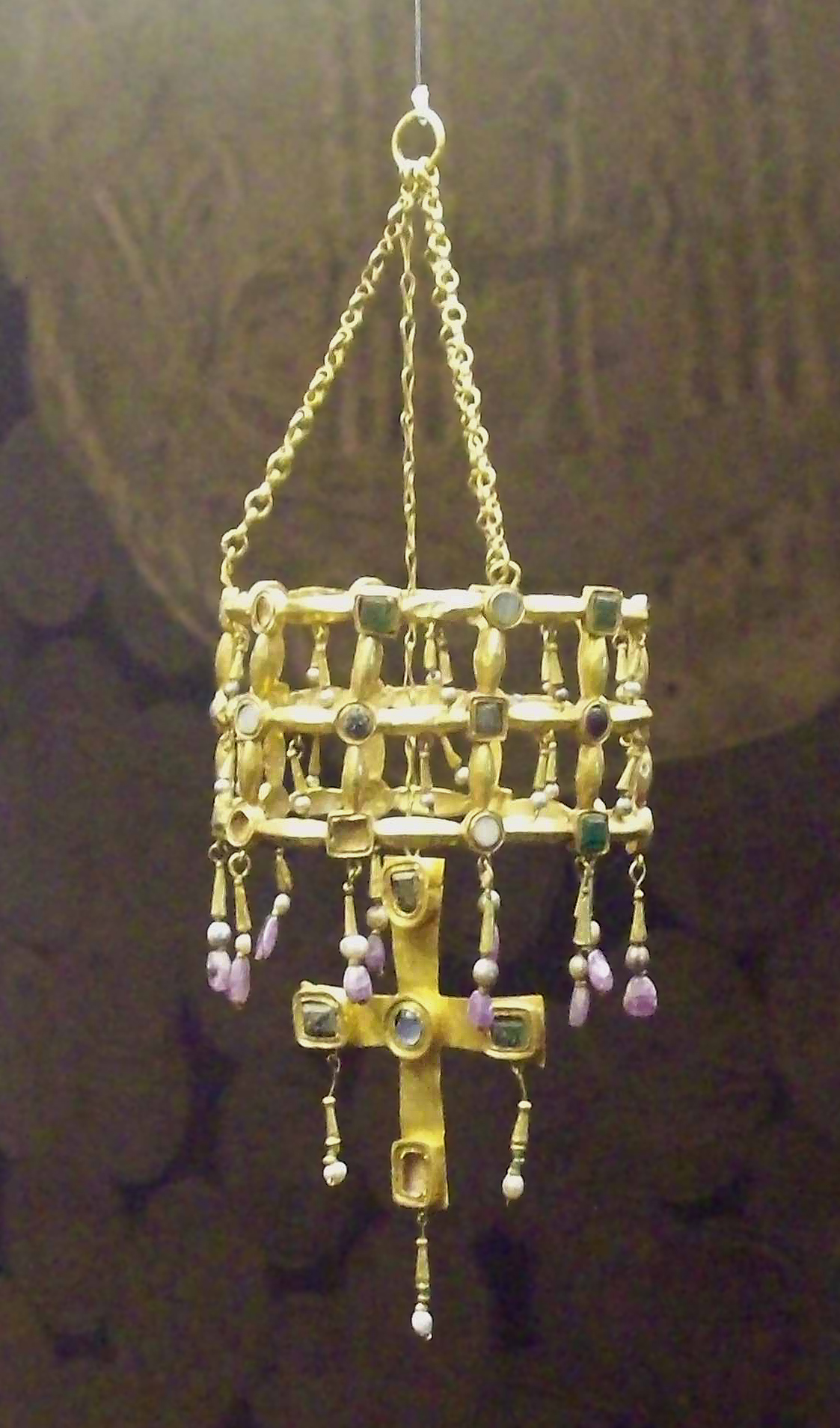
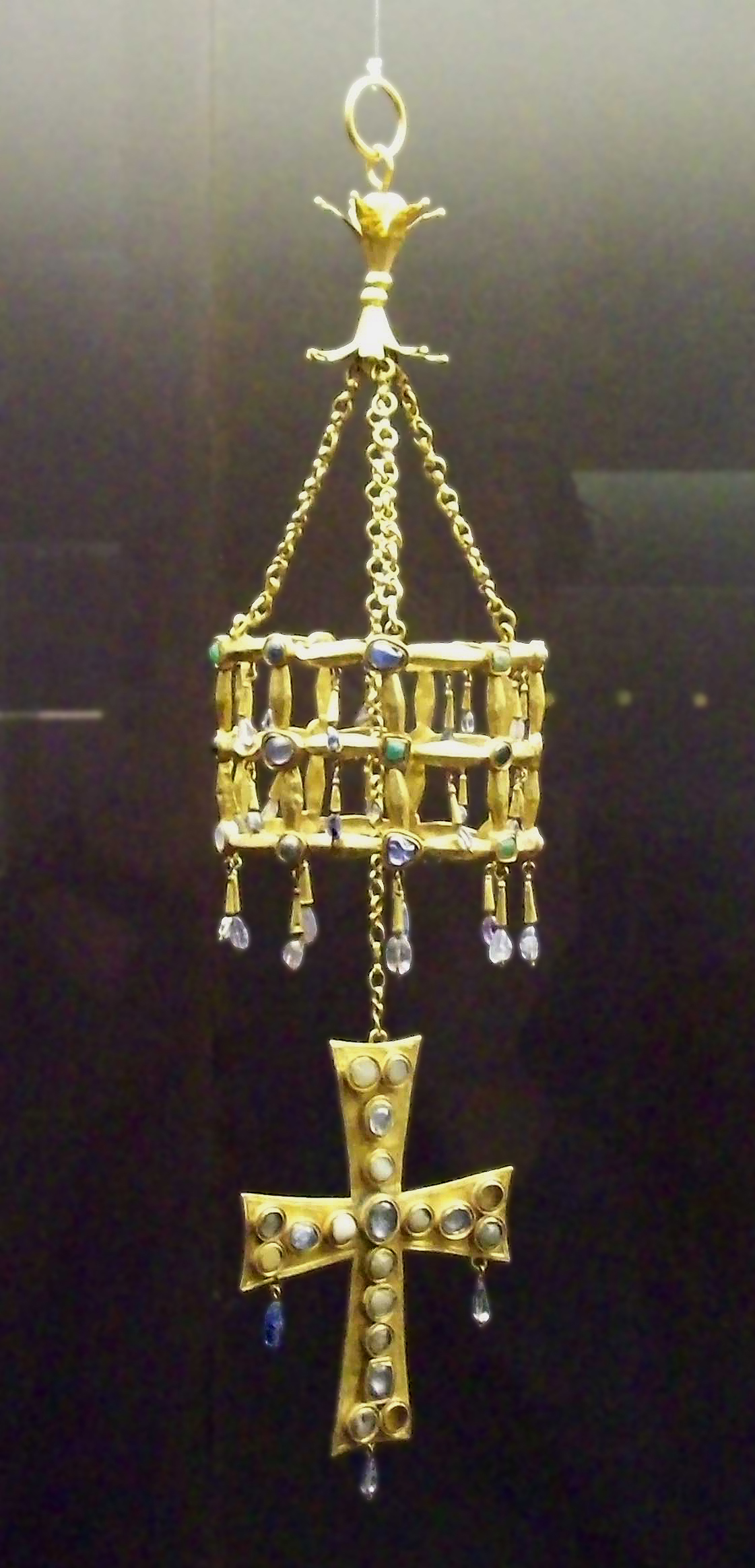
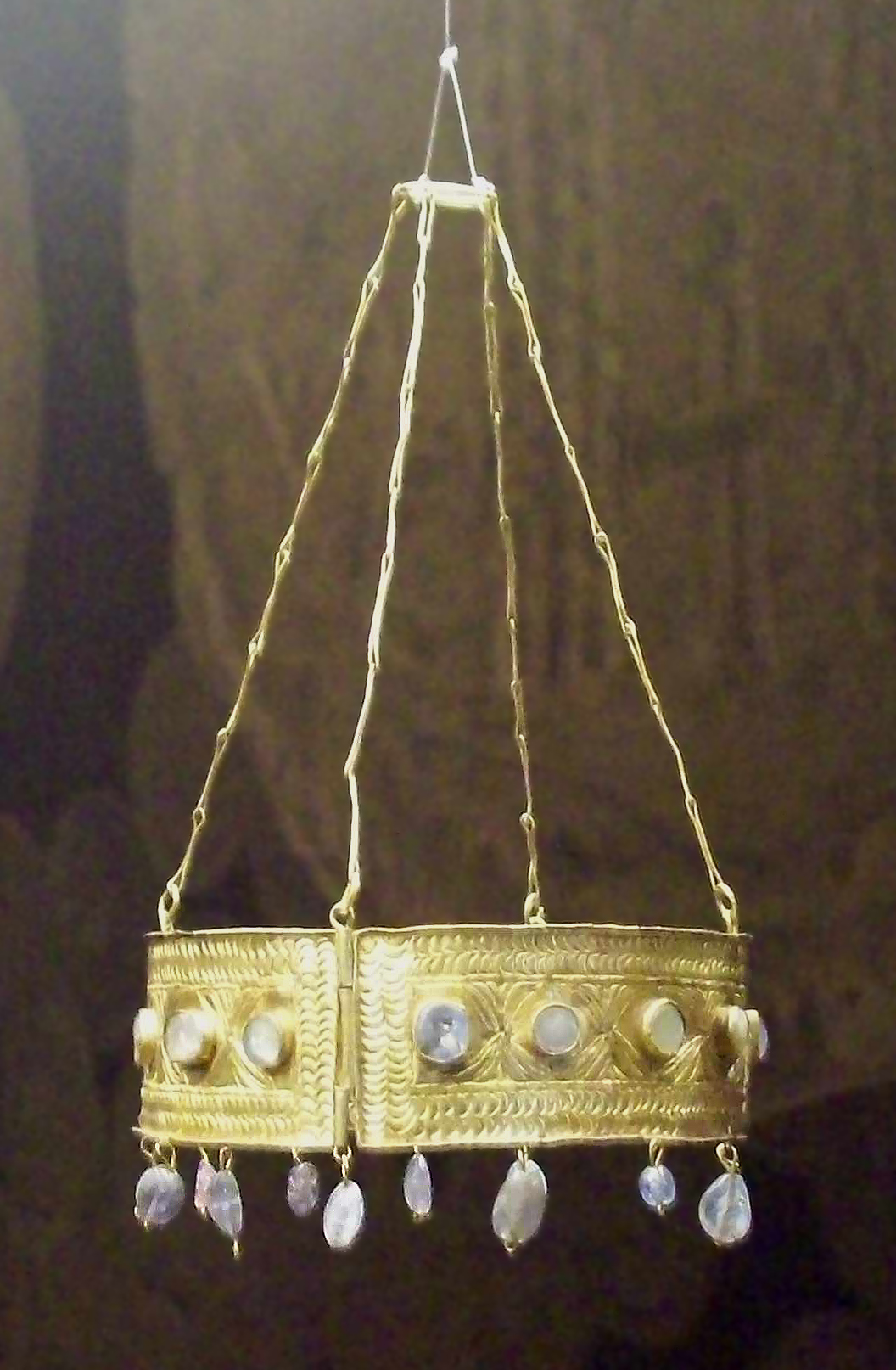